# José Joaquín Rodríguez Zeledón

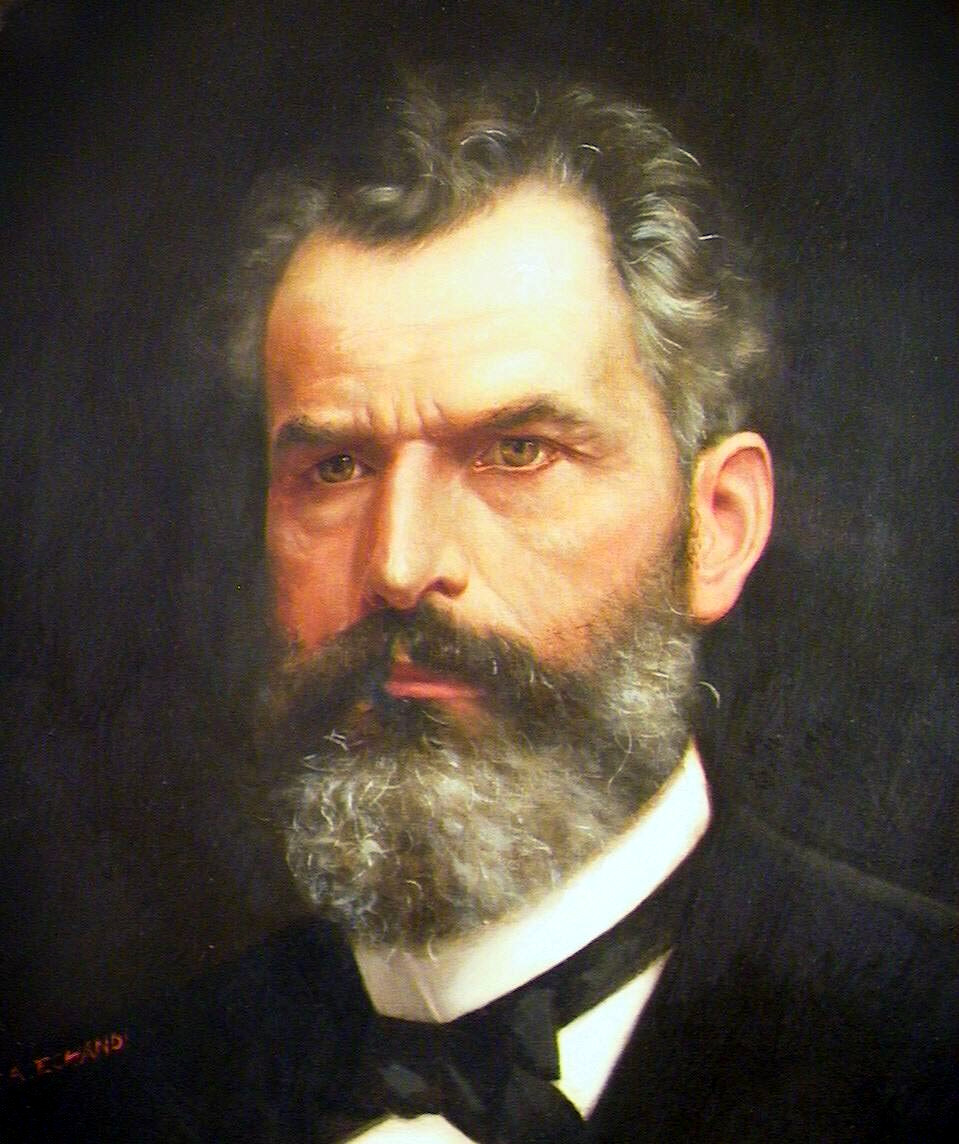
José Joaquín Rodríguez Zeledón

José Joaquín Rodríguez Zeledón (* 6. Januar 1838 in San José; † 30. November 1917 ebenda) war vom 8. Mai 1890 bis zum 8. Mai 1894 Präsident von Costa Rica.

## Leben
Seine Eltern waren Francisca Zeledón Aguilar und Sebastián Rodríguez Mora. Nach dem Bachillerato begann er ein Studium der Rechtswissenschaft an der Universidad de San Carlos de Guatemala, unterbrach dieses aber aus wirtschaftlichen und familiären Gründen und kehrte nach Costa Rica zurück. Später erreichte er an Universidad de Santo Tomás in San José einen Abschluss in Rechtswissenschaft.
Er heiratete Luisa Alvarado Carrillo. Eines ihrer Kinder war Manuela Rodríguez Alvarado, diese heiratete später Rafael Yglesias Castro.
Er war Registrador general de hipotecas, einer Vorgängerinstitution des Grundbuchamtes, Leiter des Notariats der apostolischen Nuntiatur von San José und Vorsitzender der Anwaltskammer von Costa Rica
Von 1863 bis 1864 war er Nachrückabgeordneter im Parlament für San José. 1872 wurde er vom Parlament zum Richter am obersten Gerichtshof mit Amtszeit bis 1876 ernannt. Jedoch entließ ihn der Diktator Tomás Guardia Gutiérrez 1874 verfassungswidrig aus diesem Amt. Er war Delegierter für San José bei der verfassungsgebenden Versammlung 1880, welche ebenfalls von Guardia aufgelöst wurde.
Im November 1886 wurde er Außenminister und im Dezember 1886 trat er von diesem Amt zurück, da er Meinungsverschiedenheiten
mit dem geschäftsführenden Präsidenten Apolinar de Jesús Soto Quesada dem Vater von Amtsinhaber Bernardo Soto Alfaro hatte.
1887 wurde er zum Präsidenten des Kassationsgerichtshofs gewählt und trat das Amt 1888 an.
Diese neugeschaffene Position war mit dem Vorsitz beim obersten Gerichtshof verbunden.
Die Partido Constitucional, eine konservative Partei, stellte ihn als Kandidaten für die Wahlen 1889–1890 auf und der erste Wahlgang fand am 3. November 1889 statt. Am 7. November 1889 waren die Stimmen ausgezählt. Am selben Tag übergab Ramón Bernardo Soto Alfaro die Präsidentschaft an seinen dritten Stellvertreter Carlos Durán Cartín.
Nachdem sich Víctor Guardia Gutiérrez zum Diktator erklärt hatte, besetzten bewaffnete Anhänger von Joaquín Rodríguez das Polizeipräsidium von Costa Rica.
Am ersten Sonntag im Dezember 1889 fand der zweite Wahlgang statt. Joaquín Rodríguez hatte mehr Stimmen erhalten, als sein Wettbewerber von der Staatspartei, der Partido Liberal Progresista, Ascensión Esquivel Ibarra.

### Präsidentschaft
1892 löste er das Parlament auf und erklärte den Ausnahmezustand, regierte als Diktator und übergab zum Ende seines Mandates das Präsidentenamt an seinen Schwiegersohn Rafael Yglesias Castro.
In seiner Amtszeit wurde der Bau des Teatro Nacional begonnen.
Von 1894 bis 1898, während der ersten Amtszeit seines Schwiegersohnes, war er dessen Stellvertreter,  von 1898 bis 1902 wieder Präsident des Kassationsgerichtshofs.